# Assedio di Malta (1798-1800)
L’assedio di Malta, noto anche come assedio di La Valletta o blocco francese di Malta (in maltese: L-Imblokk tal-Francizi), fu un assedio con blocco navale durato dal 1798 al 1800 e portato avanti contro la guarnigione francese presente sull'isola di Malta.
Malta era stata catturata da una forza di spedizione francese durante la campagna del Mediterraneo del 1798, ed i francesi vi avevano fatto stazionare 3 000 fanti al comando di Claude-Henri Belgrand de Vaubois. Dopo che la Royal Navy britannica distrusse la flotta francese del Mediterraneo nella Battaglia del Nilo il 1º agosto 1798, gli inglesi diedero inizio ad un blocco navale dell'isola, assistiti dalla popolazione maltese insorta contro i francesi. Dopo il suo ritiro a La Valletta, la guarnigione francese si trovò ben presto a corto di viveri e, sebbene piccole quantità di rifornimenti fossero riuscite ad arrivare nei primi mesi del 1799, non ne giunsero altre sino al 1800, facendo scoppiare una tremenda pestilenza che, unita alla carestia, minò la salute ed il morale delle truppe francesi.
Nel febbraio del 1800 un convoglio al comando del contrammiraglio Jean-Baptiste Perrée inviato da Tolone riuscì a rifornire la guarnigione francese a Malta. Lo squadrone di blocco al comando del contrammiraglio Horatio Nelson intercettò il convoglio. Perrée venne ucciso e la sua ammiraglia catturata nell'inseguimento, nella breve battaglia del convoglio di Malta (1800). Il mese successivo, la nave di linea Guillaume Tell venne inviata da La Valletta a Tolone con a bordo dei soldati, ma venne anch'essa intercettata in una dura battaglia che costrinse alla resa i francesi. Queste sconfitte resero la posizione dei francesi insostenibile e, sebbene Vaubois riuscì a resistere per altri cinque mesi, fu costretto ad arrendersi il 4 settembre. Malta divenne così un protettorato inglese ed il controllo dell'isola fu uno dei fattori che portarono allo scoppio delle Guerre napoleoniche nel 1803. Malta rimase sotto il dominio del governo britannico per i successivi 164 anni, sino all'ottenimento della completa indipendenza nel 1964.

## L'invasione francese di Malta
Il 19 maggio 1798 la flotta francese salpò da Tolone con 30 000 uomini al comando del generale Napoleone Bonaparte diretta in Egitto, dove Bonaparte stava cercando di espandere l'influenza francese così da costringere gli inglesi a firmare una pace con la Francia nelle guerre rivoluzionarie francesi, iniziate nel 1792. Navigando a sudest, la flotta radunò altri convogli dai porti italiani ed alle 05:30 del 9 giugno giunse a La Valletta.
A quel tempo, Malta e le isole vicine erano governate dai Cavalieri Ospitalieri, un antico e influente ordine cavalleresco che aveva perso molte delle proprie rendite durante la Rivoluzione francese ed era ora in crisi. L'ordine era composto di cavalieri provenienti da tutta Europa, ma una buona parte di loro era francese, e governavano sulla maggior parte della popolazione maltese delle isole locali. Il capo del governo era il gran maestro Ferdinand von Hompesch zu Bolheim, il quale si rifiutò di accondiscendere alle richieste di Bonaparte che voleva far entrare a La Valletta il suo intero corpo di spedizione per fare rifornimenti, insistendo che la neutralità di Malta nel conflitto non poteva essere violata e che il suo porto era in grado di accogliere solo due delle navi francesi.

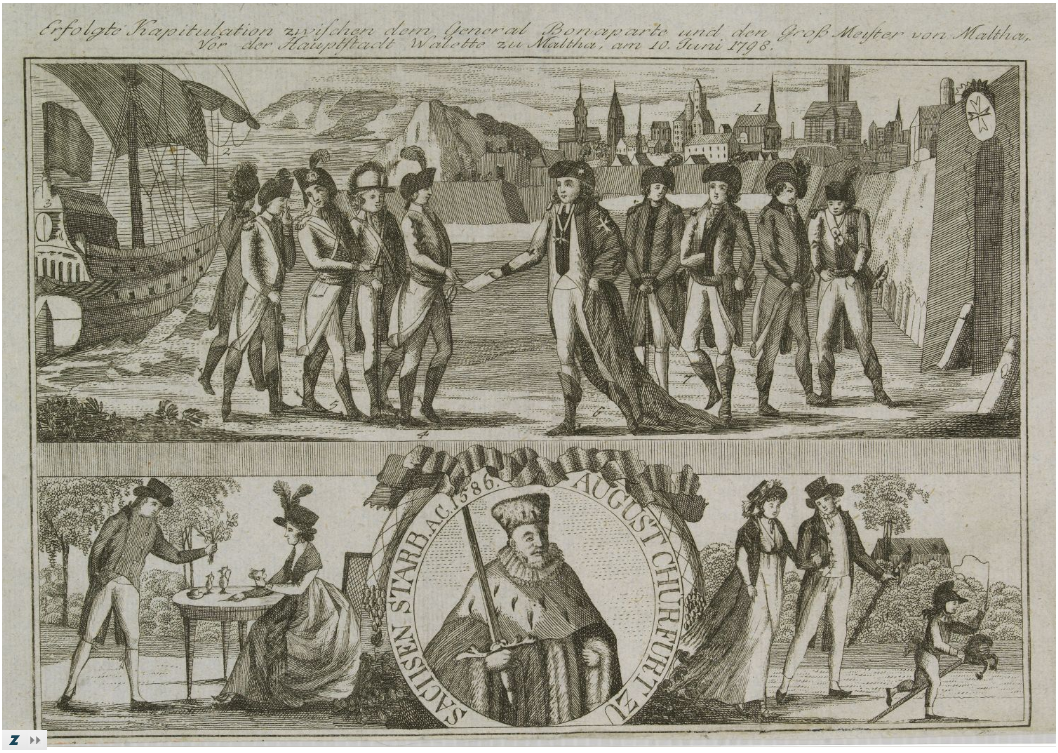
La capitolazione di Malta al generale Bonaparte

Al sentire questa risposta, Napoleone immediatamente ordinò alla sua flotta di bombardare La Valletta e l'11 giugno il generale Louis Baraguey d'Hilliers sbarcò con diverse centinaia di soldati in sette siti strategici dell'isola. I cavalieri francesi disertarono l'ordine di resistere ed i restanti cavalieri non riuscirono ad opporre una sufficiente resistenza. Circa 2 000 miliziani maltesi resistettero per 24 ore, ritirandosi a La Valletta dopo che la città di Mdina era caduta nelle mani del generale Claude-Henri Belgrand de Vaubois. Anche se La Valletta era forte a sufficienza da sopportare un lungo assedio, il Bonaparte negoziò la resa con Hompesch, il quale si accordò per la cessione di Malta e tutte le sue risorse ai francesi in cambio di un vitalizio dalla Francia per lui e per tutti i suoi cavalieri, oltre al mantenimento delle loro proprietà personali. Bonaparte pose quindi sull'isola una guarnigione di 4 000 uomini agli ordini di Vaubois e con il resto delle forze salpò alla volta di Alessandria d'Egitto il 19 giugno.

### La battaglia del Nilo
Il convoglio del Bonaparte venne inseguito nel Mediterraneo da una flotta inglese di 14 navi al comando del contrammiraglio Horatio Nelson, che seppe dell'invasione di Malta mentre era alla fonda in Sicilia. Le forze di Nelson raggiunsero la flotta francese il 22 giugno senza però rendersene conto, oltrepassando le navi nemiche e giungendo al largo di Alessandria il 28 giugno, prima del Bonaparte. Credendo di essersi sbagliato sull'obiettivo finale dei francesi, Nelson si riportò a nord il giorno successivo, verso le coste dell'Anatolia, mentre il Bonaparte giunse in Egitto il 30 giugno. Senza opposizione alcuna, il Bonaparte sbarcò il suo esercito e marciò su Alessandria, catturando la città e l'entroterra locale. La flotta ottenne l'ordine di ancorare alla vicina baia di Abukir e di attendere nuove istruzioni. Il 1º agosto, Nelson tornò in Egitto e scoprì la flotta francese all'ancora. Attaccando immediatamente, le navi di Nelson riuscirono a catturare nove navi francesi ed a distruggerne altre due, tra cui l'ammiraglia L'Orient, con ben pochi danni. La distruzione della flotta francese del Mediterraneo garantì il controllo del mare alla Royal Navy, ben presto assistita dalle marine del Portogallo, di Napoli, dell'Impero russo e dell'Impero ottomano come parte della Seconda coalizione antifrancese.

## La rivolta maltese

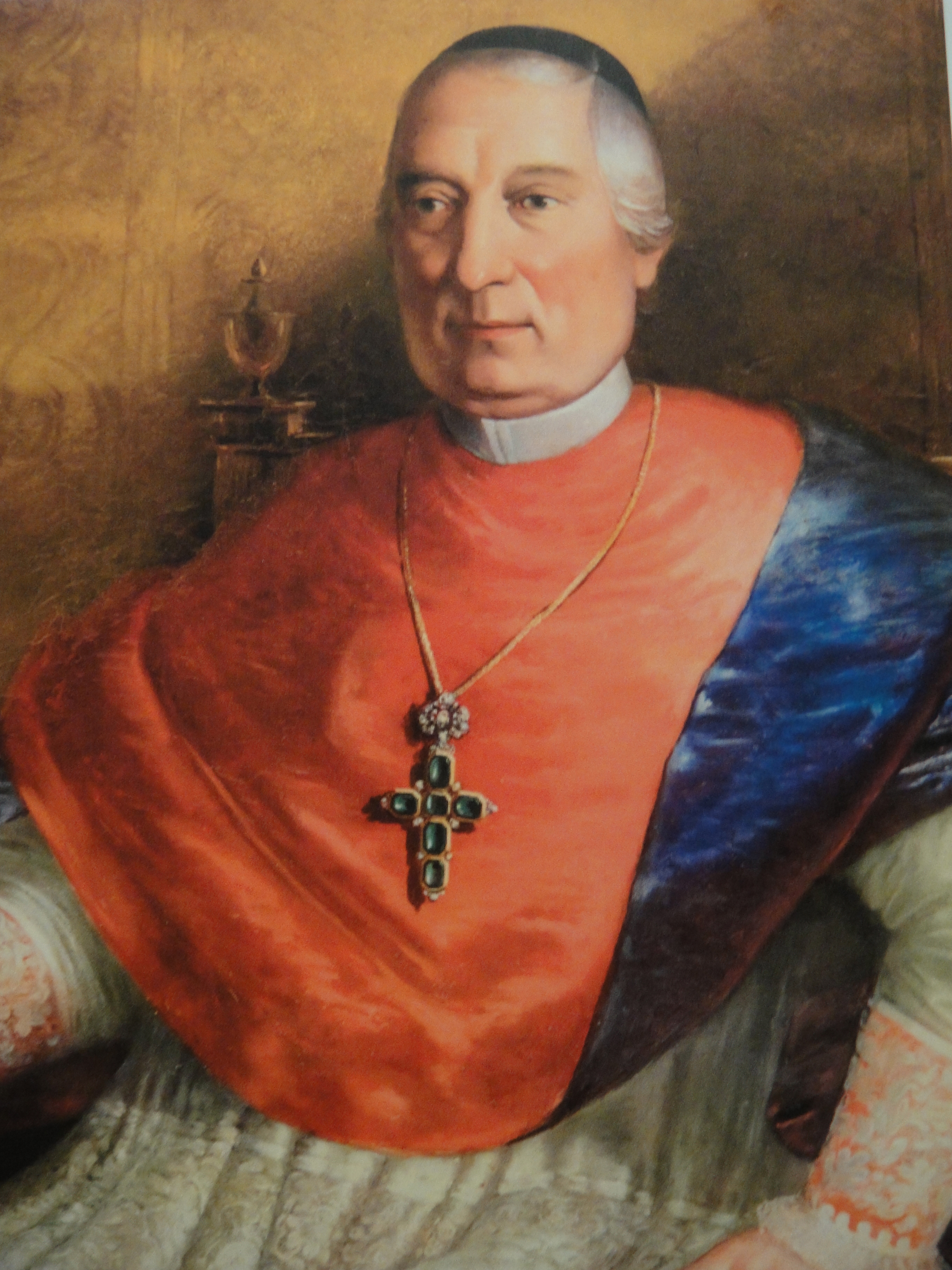
Il canonico Francesco Saverio Caruana, uno dei capi degli insorgenti maltesi. Divenne poi vescovo di Malta.

A Malta i francesi smantellarono rapidamente le istituzioni dei Cavalieri Ospitalieri, tra cui il loro legame con la chiesa cattolica a cui sequestrarono ogni bene. Le chiese vennero razziate per pagare la spedizione in Egitto, un atto che generò un notevole malcontento nella popolazione maltese, profondamente religiosa. Il 2 settembre, questa rabbia esplose in una sommossa popolare durante una pubblica asta per la vendita di proprietà della chiesa e gli insorti riuscirono a scacciare la guarnigione francese sino a La Valletta. La Valletta venne circondata da circa 10 000 volontari guidati da Emmanuele Vitale e dal canonico Francesco Saverio Caruana. I maltesi disponevano inoltre di 23 cannoni e di un piccolo squadrone di navi cannoniere. La locale fortezza ad ogni modo era forte abbastanza da sostenere gli attacchi dei ribelli.
A metà settembre uno squadrone di navi portoghesi giunse nei pressi dell'isola, tra cui la Prìncipe Real (90 cannoni, comandata dal capitano Puysigur), la Rainha de Portugal (74 cannoni, comandata dal capitano Thomas Stone), la São Sebastião (74 cannoni, comandata dal capitano Mitchell), la Afonso de Albuquerque (74 cannoni, comandata dal capitano Donald Campbell) ed il bricco Falcão (24 cannoni; comandato dal capitano Duncan). Quattro dei capitani erano inglesi e tutti erano sottoposti al comando di Domingos Xavier de Lima, marchese di Nisa. Inoltre, allo squadrone erano unite la nave inglese HMS Lion (capitano Manley Dixon) e la nave incendiaria HMS Incendiary (capitano George Baker). Il governo portoghese aveva inviato le proprie forze dal tago per aumentare la flotta di Nelson. Dopo una breve permanenza a Malta, queste navi continuarono il loro viaggio verso Alessandria. Da qui Nelson inviò uno squadrone per bloccare il porto di Malta.
Alla fine di settembre, un convoglio inglese composto da 13 navi al comando del capitano Sir James Saumarez apparve al largo dell'isola. I sopravvissuti della Battaglia del Nilo, le cui navi necessitavano di urgenti riparazioni, non furono in grado di dare assistenza diretta all'assedio. Saumarez ad ogni modo si incontrò coi rappresentanti maltesi ed il 25 settembre inviò un'offerta di tregua a Vaubois per loro conto. Vaubois replicò "Vous avez, sans doute, oublié que des Français sont dans la place. Le sort des habitans  [sic]  ne vous regarde pointe. Quant à votre sommation, les soldats français ne sont point habitués à ce style" ("Avete dimenticato che la Francia tiene saldamente questa posizione. Il destino degli abitanti locali non vi compete. Per quanto riguarda il vostro ultimatum, non è costume dei soldati francesi usare tali toni"). Incapace di persuadere i francesi ad arrendersi, Saumarez rifornì quindi i maltesi con 1200 moschetti per continuare l'assedio. Saumarez, incapace di ritardare le sue riparazioni oltre, salpò alla volta di Gibilterra alla fine del mese.
Il 12 ottobre, le navi inglesi di linea HMS Alexander al comando del capitano Alexander Ball, HMS Culloden al comando del capitano Thomas Troubridge e HMS Colossus al comando del capitano George Murray si unirono a quelle del marchese di Nisa al largo di Malta, prendendo parte al blocco navale. In quello stesso giorno, Vaubois ritirò l'ultimo dei suoi soldati nella città fortificata di La Valletta, accompagnato da circa 100 maltesi che si unirono alle forze dei francesi. La guarnigione contò così 3000 uomini ed inizialmente si trovò adeguatamente rifornita. Nel porto si trovavano inoltre le navi di linea Dégo e Athénien oltre alla fregata Carthaginoise, tutte ex navi della marina del Sovrano Militare Ordine di Malta, come pure la nuova arrivata Guillaume Tell e le fregate Justice e Diane, sopravvissute alla Battaglia del Nilo al comando del contrammiraglio Pierre-Charles Villeneuve, che avevano raggiunto Malta alla fine di settembre.

### La presa di Gozo
Il 24 ottobre, dopo un viaggio di dieci giorni da Napoli, Nelson si unì allo squadrone del blocco a bordo della HMS Vanguard accompagnato dalla HMS Minotaur. Il 28 ottobre, Ball riuscì a completare i negoziati con la guarnigione francese sulla piccola isola di Gozo dove 217 soldati decisero di arrendersi senza combattere trasferendo il possesso dell'isola, le sue fortificazioni, 24 cannoni e una gran quantità di munizioni oltre a 3200 sacchi di farina agli inglesi. Per quanto l'isola fosse formalmente reclamata da re Ferdinando IV di Borbone, venne amministrata de facto dagli inglesi e dai rappresentanti maltesi in loco, la cui prima azione fu quella di distribuire il cibo catturato ai 16 000 abitanti dell'isola. Malta e le isole circostanti non erano autosufficienti in quanto a produzione e questo gesto si rivelò significativo per la popolazione, dal momento che re Ferdinando si rifiutava di assistere gli insorti con l'invio di rifornimenti. La responsabilità passò a Ball ed ai suoi capitani che dovettero provvedere a trovare delle navi per commerciare con l'Italia. Sul finire dell'anno, il numero delle truppe maltesi era passato da 10 000 a 1500 col supporto di 500 marinai inglesi e portoghesi dello squadrone del blocco. La flotta del blocco, composta da cinque navi inglesi e quattro portoghesi, operò dalla Baia di San Paolo e Marsa Sirocco (attuale Marsaxlokk) sino all'isola di Malta.

## Blocco

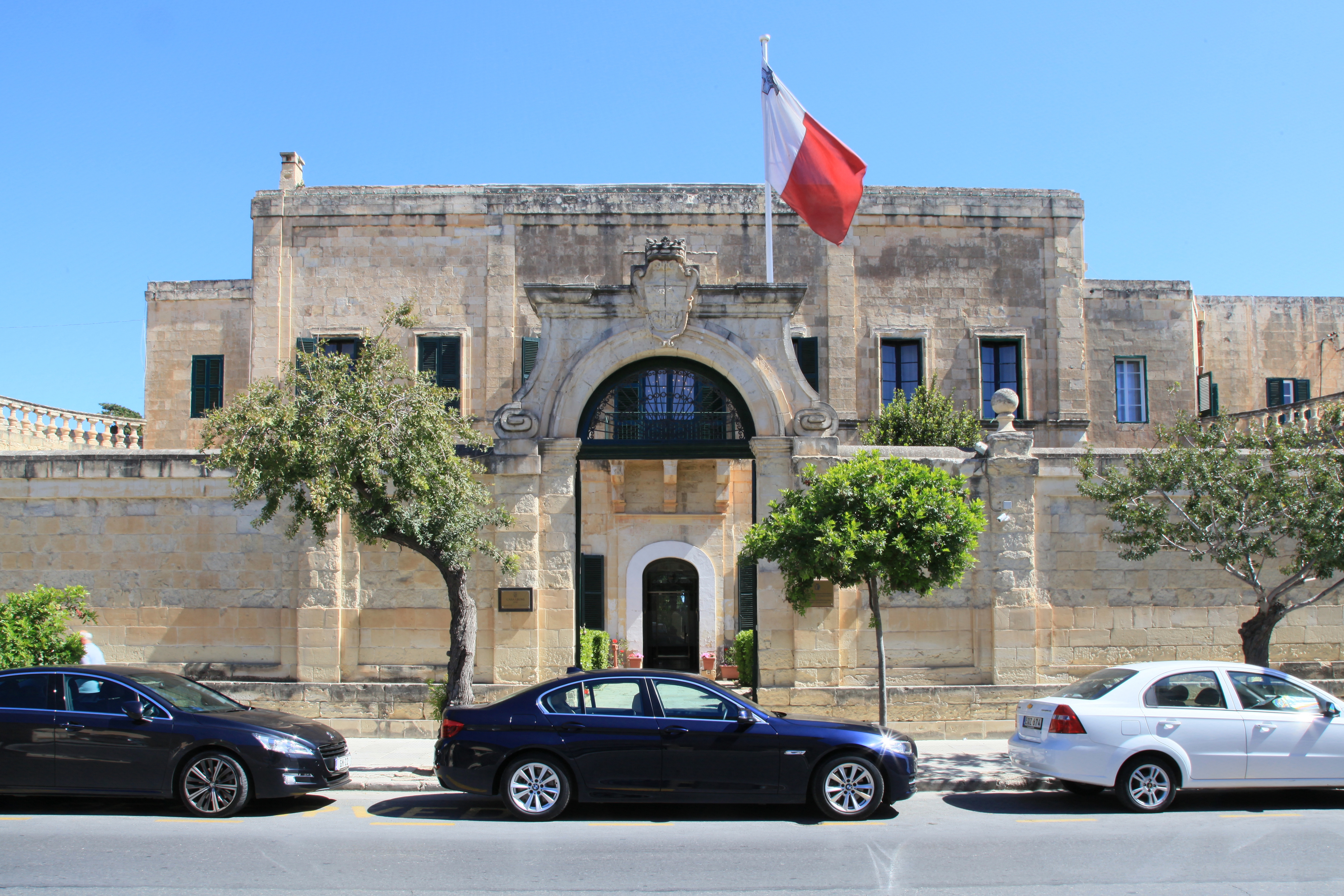
Casa Leoni, la base del comando degli insorti maltesi

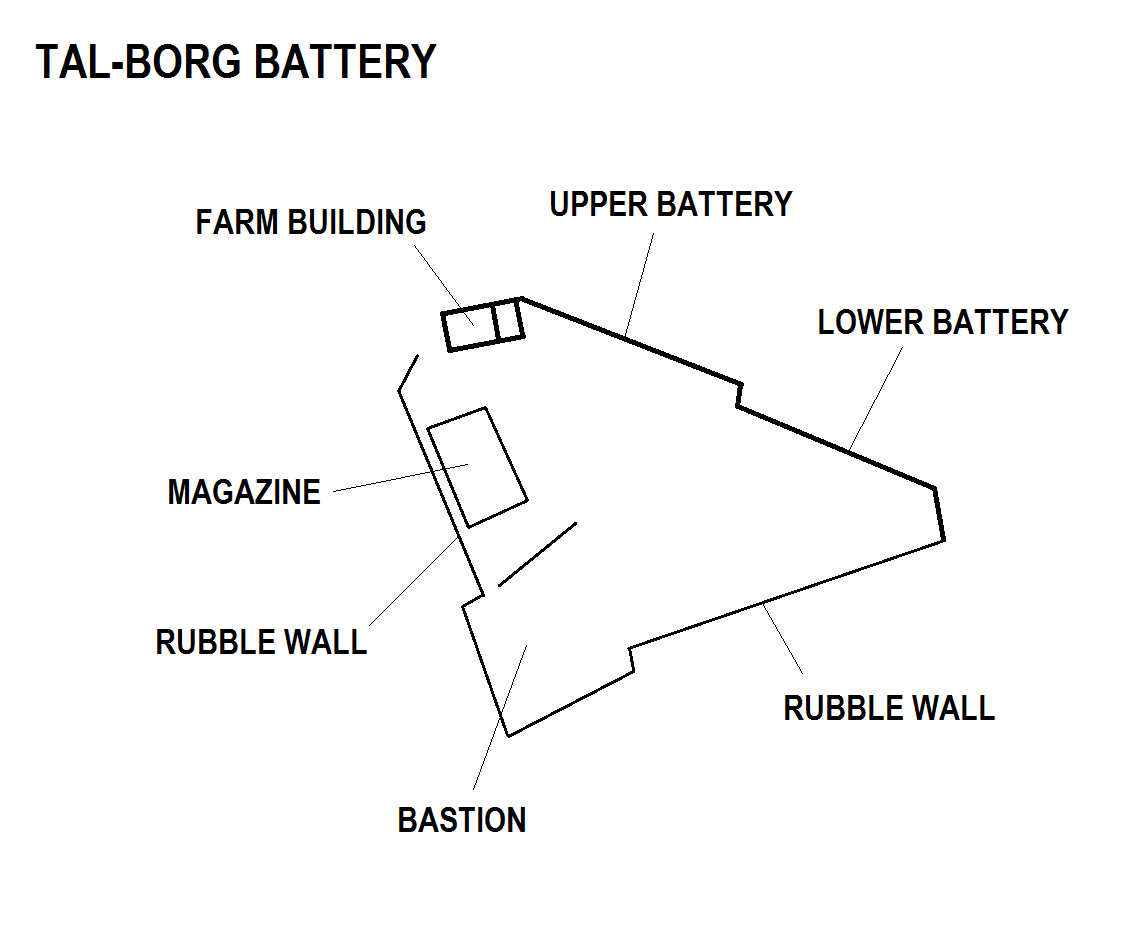
Mappa della batteria di Tal-Borg, una delle batterie costruite dai maltesi per bombardare le posizioni francesi e rispondere a ogni contrattacco

Il 1799 fu un anno frustrante per inglesi e maltesi impiegati a Malta, dal momento che ogni sforzo per assicurare sufficienti forze a proseguire l'assedio venne ripetutamente negato. Il maggiore generale James St Clair-Erskine, comandante delle forze inglesi nel Mediterraneo del British Army, considerava la Guerra della Seconda Coalizione in Italia e la difesa di Minorca come obbiettivi di maggiore priorità rispetto all'assedio di Ball, mentre i napoletani continuavano a rifiutare la loro assistenza. Uno squadrone russo al comando dell'ammiraglio Fyodor Fyodorovich Ushakov si avvicinò all'isola nel gennaio di quello stesso anno, ma venne quasi subito dirottato dal suo comando a Corfù per assistere i turchi nella conquista dell'isola. Oltre a queste difficoltà, i francesi riuscirono in qualche modo ad ottenere dei rifornimenti anche attraverso il blocco, almeno per la prima parte dell'anno: nel gennaio del 1799 uno schooner raggiunse La Valletta proveniente da Ancona e nel febbraio la fregata Boudeuse riuscì ad evadere il blocco e ad entrare nel porto con dei rifornimenti provenienti da Tolone. A maggio una grande spedizione francese al comando dell'ammiraglio Étienne Eustache Bruix entrò nel Mediterraneo occidentale, costringendo Nelson a richiamare la sua flotta nella regione, sbloccando temporaneamente il porto di Malta. I francesi colsero quest'occasione e fecero entrare nel porto di La Valletta diverse navi di rifornimenti.
Ad ogni modo, malgrado questi rifornimenti occasionali, la guarnigione si trovò ben presto ancora a corto di cibo. Per conservare più risorse possibili, i francesi costrinsero la popolazione civile a vivere al di fuori della città: la popolazione passò da 45 000 persone nel 1799 a 9 000 del 1800. Nelson prese personalmente il comando nominale del blocco, mentre Ball venne nominato presidente del Congresso Nazionale Maltese, fungendo da collegamento tra i militari maltesi ed i comandanti civili, diresse la distribuzione del cibo alla popolazione maltese, anch'essa preoccupata per la mancanza di cibo sull'isola. Sulla HMS Alexander venne sostituito dal suo primo luogotenente, William Harrington. Il 1º novembre Nelson offrì nuovi termini di resa a Vaubois, termini che vennero nuovamente rifiutati con queste parole: "Jaloux de mériter l'estime de votre nation, comme vous recherchez celle de la nôtre, nous sommes résolus défendre cette fortresse jusqu'à l'extrémité" ("Gentilmente rifiutiamo le condizioni imposte dalla vostra nazione, dal momento che come potete vedere siamo determinati a difendere questa fortezza sino alla fine"). A questo punto Nelson decise di continuare a dirigere il blocco a distanza, portandosi alla corte borbonica di Palermo. Qui l'ammiraglio venne coinvolto negli eventi mondani della corte, ravvicinandosi alla figura di Emma, Lady Hamilton, moglie dell'ambasciatore Sir William Hamilton. Il suo comportamento venne pesantemente criticato, non solo dal suo viceammiraglio Lord Keith, che aveva recentemente sostituito il conte St Vincent, ma anche da vecchi amici come Thomas Troubridge, che gli scrisse in una lettera "Se sapeste ciò che i vostri amici pensano di voi sono sicuro che fareste a meno di quelle feste notturne... Vi prego, vostra signoria, lasciatele perdere". Nel dicembre del 1799, Erskine venne rimpiazzato dal tenente generale Henry Edward Fox, che immediatamente ridistribuì 800 militari della guarnigione di Messina a Malta agli ordini del brigadiere generale Thomas Graham. Queste truppe riempirono il vuoto lasciato dal ritiro delle forze portoghesi che avevano ottenuto l'ordine di tornare a Lisbona. In città iniziarono a scoppiare delle epidemie e le razioni divennero sempre più scarse. L'arrivo di un avviso nel gennaio del 1800 con la notizia degli eventi del 18 brumaio che avevano reso Bonaparte primo console di Francia, fece ancor più resistere Vaubois in città.

## La carestia e la fine dell'assedio

### Le battaglie del convoglio
All'inizio di febbraio del 1800, il governo borbonico, reinstallato a Napoli dopo esserne stato espulso l'anno precedente, si accordò infine per prendere parte all'assedio inviando 1 200 uomini che si imbarcarono in uno squadrone guidato dalla nave HMS Queen Charlotte guidata dal viceammiraglio Lord Keith e sbarcarono poi a Malta. Per un certo periodo di tempo, sia Keith che Nelson rimasero con lo squadrone del blocco, composto da sei navi di linea, assieme ad alcune navi napoletane e diverse fregate inglesi. Il 17 febbraio giunse un messaggio con lo squadrone della fregata HMS Success. Il capitano Shuldham Peard riportò di aver avvistato uno squadrone di sei o sette navi salpare in direzione di Malta. Questi vascelli erano uno squadrone inviato da Tolone con sacchi di cibo e 3000 truppe al comando del contrammiraglio Jean-Baptiste Perrée a bordo della Généreux, una delle navi di linea fuggite dalla battaglia del Nilo due anni prima. Il 18 febbraio, il convoglio venne avvistato dalla Alexander che gli diede la caccia insieme ad altre navi. La Success riuscì a catturare un trasporto francese ed attaccò la ben più grande Généreux. Anche se la fregata venne danneggiata nello scontro, una seconda bordata della Success ferì mortalmente Perrée e ritardò le navi a tal punto che la HMS Foudroyant, al comando di Lord Nelson, e la HMS Northumberland riuscirono ad unirsi allo scontro. Accerchiata da forze nemiche preponderanti, la Généreux si arrese.

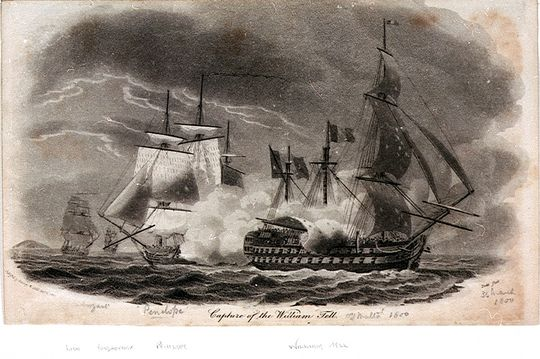
La presa della Guillaume Tell

Poco dopo la cattura della Généreux, Keith tornò alle coste italiane a bordo della Queen Charlotte, dal momento che la sua ammiraglia era andata perduta nell'incendio che aveva ucciso più di 700 dei suoi marinai, mentre lui si trovava invece a terra. Prima di partire, Keith diede chiare istruzioni a Nelson di non ritornare a Palermo, bensì a Siracusa. Nelson ignorò l'ordine e dalla fine di marzo era già a Palermo per condurre apertamente la sua storia d'amore con Emma Hamilton. In sua assenza, Troubridge prese il comando del blocco, delegando temporaneamente a sua volta il capitano Manley Dixon. Dixon guidò lo squadrone il 31 marzo quando la Guillaume Tell tentò di rompere il blocco a La Valletta sotto il comando di Decrés. Individuata dalla fregata HMS Penelope al comando del capitano Henry Blackwood, la Guillaume Tell venne attaccata dapprima dalla Penelope e poi dalla HMS Lion, ma entrambe le navi vennero respinte con danni pesanti. L'arrivo della potente Foudroyant al comando del capitano Sir Edward Berry fu la svolta contro Decrés, ma egli continuò il combattimento per altre due ore prima di arrendersi definitivamente; nello scontro perse 200 uomini tra morti e feriti.

### Il viaggio di Nelson
Dopo queste sconfitte via mare e sempre con la mancanza di rifornimenti a La Valletta, gli inglesi inviarono un'altra richiesta di capitolazione ai francesi. Vaubois si rifiutò ancora e replicò: "Cette place est en trop bon état, et je suis moi-même trop jaloux de bien servir men payset de conserver mon honneur, por écouter vos propositions." ("Questo luogo è in buone condizioni ed io ho troppo rispetto per il servizio che devo alla mia patria e del mio onore per ascoltare le vostre proposte"). In realtà, la situazione era ben diversa: a febbraio i prezzi erano aumentati vertiginosamente con 16 franchi per un pollo, 12 franchi per un coniglio, 20 centesimi per un uovo, 40 centesimi per un topo e sei franchi per mezzo chilo di pesce. Per i civili affetti da tifo l'unico cibo disponibile era zuppa di carne di cavallo.
Il 23 aprile, Nelson partì da Palermo a bordo della Foudroyant, con Sir William ed Emma Hamilton a bordo come suoi ospiti. Il gruppo visitò Siracusa e poi si spostò alla volta di La Valletta, dove Berry condusse la Foudroyant così vicina al porto che la nave subì dei colpi delle batterie d'artiglieria francesi. La nave non venne colpita, ma Nelson era così furioso che Emma fosse stata messa in pericolo che immediatamente ordinò a Berry di ritirarsi. La sua rabbia era stata inoltre esacerbata dal rifiuto di Emma di ritirarsi dal ponte durante gli scontri. Da qui, Foudroyant ancorò a Marsa Sirocco, dove Nelson ed Emma vissero insieme apertamente e vennero ospitati da Troubridge e Graham. Sir William Hamilton, esperto di antichità e diplomatico, trascorse la maggior parte del suo tempo ad esplorare l'isola. Dall'inizio di giugno, Nelson ed il suo gruppo fecero ritorno a Palermo. Nelson, contravvenendo ancora una volta agli espliciti ordini di Keith, staccò dal gruppo del blocco le navi Foudroyant ed Alexander per assistere la famiglia reale napoletana nel suo viaggio verso Livorno. Infuriato per la condotta di Nelson, Keith disse pubblicamente che "Lady Hamilton ha detenuto il comando della flotta per troppo tempo". A maggio, Troubridge tornò in Gran Bretagna e venne rimpiazzato in comando dal capitano George Martin, mentre Graham venne soppiantato dal maggior generale Henry Pigot.

### La resa
Il blocco inglese continuò ad impedire ai francesi de La Valletta di rifornirsi regolarmente per tutta l'estate del 1800,
e da agosto la situazione era ormai disperata: non vi erano cavalli, né animali da allevamento, né cani, né gatti, né polli, né conigli in città, le cisterne d'acqua erano quasi vuote e mancava persino la legna per il fuoco, motivo per cui si decise di smantellare la fregata Boudeuse. Con la sconfitta inevitabile, Vaubois diede l'ordine alle fregate Diane e Justice di tentare di rompere il blocco e dirigersi verso Tolone, con un minimo di 115 marinai a bordo. Il 24 agosto, con venti favorevoli ed il favore della notte, le fregate partirono. Quasi subito la vedetta della HMS Success le avvistò ed il capitano Peard diede loro la caccia, seguito dalla HMS Genereux e dalla HMS Northumberland. La Diane a comando del capitano Solen era troppo lenta e Peard ben presto la raggiunse costringendola alla resa dopo un breve combattimento. La fregata venne poi inglobata nella Royal Navy col nome di HMS Niobe. La Justice, al comando del capitano Jean Villeneuve, riuscì invece a raggiungere Tolone e fu l'unica nave a riuscire ad abbandonare l'assedio.
Il 3 settembre, coi suoi uomini che ormai morivano a causa della fame e delle malattie, Vaubois decise di convocare un consiglio di guerra coi suoi ufficiali che decise in maniera unanime la resa. Il giorno successivo, vennero inviati degli ambasciatori agli inglesi e nel pomeriggio il generale Pigot ed il capitano Martin siglarono l'accordo con Vaubois e Villeneuve. I maltesi vennero esclusi dai negoziati anche se il loro presidente, Alexander Ball, divenne poi primo Commissario Civile di Malta. I termini della resa furono assoluti: l'isola, le sue dipendenze, le fortificazioni ed i rifornimenti militari sarebbero dovuti passare tutti incondizionatamente sotto il controllo inglese, oltre alle navi Athenienne e Dégo e la fregata Carthagénaise (già parte dell'ex marina del Sovrano Militare Ordine di Malta), per quanto solo la Athenienne disponeva degli standard sufficienti ad essere inclusa nella Royal Navy, divenendo la HMS Athenienne. Le altre navi vennero arenate e smantellate. Gli inglesi catturarono anche due mercantili nell'operazione.
La cattura di Malta restituì il controllo del Mediterraneo centrale agli inglesi e questo fu un importante passo in avanti per l'invasione dell'Egitto da parte della Francia nel 1801. Una condizione essenziale del Trattato di Amiens in quello stesso anno, che portò alla fine delle Guerre rivoluzionarie francesi, fu che gli inglesi lasciassero Malta. Ferdinando di Borbone, re di Napoli e di Sicilia, chiese solo nominalmente il ritorno delle isole maltesi nei suoi domini, ma dopo la firma del Trattato di Parigi del 1814 e con il congresso di Vienna del 1815, ebbe restituito il regno di Napoli e Malta divenne ufficialmente parte dell'Impero britannico dal 1816. Anche lo zar russo Alessandro I per lungo tempo pretese il possesso dell'isola in quanto gran maestro titolare dell'Ordine di San Giovanni e richiese di ottenerne il governo dagli inglesi prima di poter aderire ad una qualsiasi alleanza con la Gran Bretagna. Il primo ministro William Pitt il Giovane si rifiutò, e le Guerre napoleoniche ebbero inizio poco dopo. L'isola rimase nelle mani degli inglesi sino alla sua completa indipendenza nel 1964.